# Ferocactus emoryi
Espèce
Synonymes
- Echinocactus covillei (Britton & Rose) A.Berger[1]
- Ferocactus covillei Britt. & Rose[2]
- Ferocactus covillei Britton & Rose[1]

Ferocactus emoryi est une espèce de plantes de la famille des Cactaceae.

## Liste des variétés et sous-espèces
Selon Catalogue of Life (22 septembre 2019) :
- sous-espèce Ferocactus emoryi subsp. covillei (Britton & Rose) D.R. Hunt & Dimmitt
- sous-espèce Ferocactus emoryi subsp. emoryi
- sous-espèce Ferocactus emoryi subsp. rectispinus (Engelm.) N.P.Taylor

Selon Tropicos (22 septembre 2019) (Attention liste brute contenant possiblement des synonymes) :
- sous-espèce Ferocactus emoryi subsp. emoryi
- sous-espèce Ferocactus emoryi subsp. rectispinus (Engelm. ex J.M. Coult.) N.P. Taylor
- variété Ferocactus emoryi var. rectispinus N.P. Taylor